# Магдеев, Ильдар
Ильдар Магдеев (узб. Ildar Magdeev/Eldor Magdiev; 11 апреля 1984) — узбекский футболист, полузащитник, выступавший за сборную Узбекистана.

## Карьера

### Клубная
Во взрослом футболе дебютировал в 15-летнем возрасте в составе клуба «Бухара». В первых двух сезонах в этом клубе сыграл лишь по 2 матча в чемпионате Узбекистана, в 2001 году принял участие в 22-х.
В 2002 году Магдеев перешёл в «Пахтакор», в то время безоговорочно сильнейший клуб страны. В 2002—2007 годах «Пахтакор» с Магдеевым в составе шесть раз подряд делал «золотой дубль» — выигрывал Чемпионат и Кубок Узбекистана, в 2008—2010 трижды стал серебряным призёром, а в 2009 году взял ещё один Кубок. Магдеев не был твёрдым игроком основного состава «Пахтакора», проводя в каждом сезоне около половины матчей своей команды.
В 2009 и 2010 годах ездил на просмотр в российские «Рубин» и «Урал». В 2011 году выступал за китайский клуб «Циндао Чжуннэн». После возвращения на родину он не имел игровой практики в «Пахтакоре» и летом 2012 года перешёл в ташкентский «Локомотив», с которым завоевал бронзовые медали чемпионата. В следующем сезоне он выступал за ещё один клуб из Ташкента — «Октепа», играющий в первой лиге, а летом перешёл в самаркандское «Динамо». В 2014 году снова играет за «Октепа», в его составе стал четвертьфиналистом Кубка Узбекистана-2014. Завершил карьеру игрока в 2015 году.

### В сборной
Дебютировал в сборной Узбекистана 21 августа 2002 года в товарищеском матче против Азербайджана.
Принял участие в Кубке Азии-2004, на поле выходил в двух матчах — на групповой стадии против Туркменистана и в четвертьфинале с Бахрейном. В 2007 году также был включён в состав сборной на финальный турнир Кубка Азии-2007, но ни в одном матче не сыграл.
Последний матч за сборную сыграл 29 февраля 2012 года против Японии. Всего на счету Магдеева 23 игры за национальную команду. Голов за сборную в официальных матчах не забивал, но на его счету гол в контрольном матче с питерским «Зенитом» в январе 2009 года.

## Достижения
- Чемпион Узбекистана (6): 2002, 2003, 2004, 2005, 2006, 2007
- Обладатель Кубка Узбекистана (7): 2002, 2003, 2004, 2005, 2006, 2007, 2009